# Ironi Kiryat Ata
L'Ironi Kiryat Ata, noto anche in precedenza come Elitzur Kiryat Ata, è una società cestistica avente sede a Kiryat Ata, in Israele. Fondata nel 1974, gioca nel campionato israeliano.

## Palmarès
- Liga Leumit: 1

2021-2022

## Roster 2022-2023
Aggiornato al 14 dicembre 2022.
|    | Naz.                                        | Ruolo | Sportivo        | Anno | Alt. | Peso | Note |
| -- | ------------------------------------------- | ----- | --------------- | ---- | ---- | ---- | ---- |
| 1  | Stati Uniti (bandiera)                      | C     | Juvonte Reddic  | 1992 | 206  | 112  |      |
| 2  | Stati Uniti (bandiera)                      | PG    | Diante Garrett  | 1988 | 193  | 86   |      |
| 3  | Stati Uniti (bandiera)                      | AG    | Amin Stevens    | 1990 | 203  | 104  |      |
| 4  | Israele (bandiera)                          | AP    | Karam Mashour   | 1991 | 198  | 95   |      |
| 5  | Israele (bandiera)                          | G     | Michael Brisker | 1998 | 185  | 80   |      |
| 8  | Israele (bandiera)                          | AP    | Yotam Hanochi   | 2000 | 204  | 99   |      |
| 10 | Israele (bandiera)                          | A     | Yonatan Ohayon  | 2004 | 200  |      |      |
| 13 | Israele (bandiera)                          | P     | Yali Haeim      | 2002 | 180  | 85   |      |
| 15 | Israele (bandiera)                          | G     | Shalev Lugashi  | 2001 | 194  | 90   |      |
| 25 | Stati Uniti (bandiera) · Israele (bandiera) | G     | J.J. Kaplan     | 1997 | 196  | 95   |      |
| 26 | Israele (bandiera)                          | AC    | Yariv Amiram    | 1994 | 204  |      |      |
| 28 | Israele (bandiera)                          | G     | Ido Davidi      | 1996 | 193  | 90   |      |
| 40 | Stati Uniti (bandiera)                      | G     | Chavaughn Lewis | 1993 | 196  | 84   |      |
| 77 | Israele (bandiera)                          | P     | Noam Bam        | 2004 | 184  |      |      |

### Staff tecnico
| Allenatore: | Sharon Avrahami            |
| Assistenti: | Eldad Bentov, Yarin Megera |